# Mogofores (stacja kolejowa)
Mogofores (port. Estação Ferroviária de Mogofores) – stacja kolejowa, w miejscowości Mogofores, w dystrykcie Aveiro, w Portugalii. Znajduje się na Linha do Norte.
Obsługiwana jest wyłącznie przez pociągi regionalne Comboios de Portugal.

## Charakterystyka

### Położenie
Znajduje się w pobliżu miejscowości Mogofores, na Largo da Estação.

### Infrastruktura
Na styczeń 2011 roku stacja posiadała trzy tory kolejowe, o długości 1903, 1004 i 854 oraz dwa perony o długości 194 i 180 metrów, każdy o wysokości 55 cm.

## Historia
Linia między stacjami Estarreja i Taveiro, która została wybudowana przez Companhia dos Caminhos de Ferro Portugueses, została otwarta w dniu 10 kwietnia 1864.

## Linie kolejowe
- Linha do Norte